# Monasterio de Santa María la Real (Sacramenia)
El monasterio de Santa María la Real de Sacramenia fue una abadía cisterciense erigida entre los siglos XII y XIII, situada en un paraje conocido como Coto de San Bernardo, a dos kilómetros de Sacramenia, provincia de Segovia (España). Fue declarado Bien de Interés Cultural el 3 de junio de 1931.

## Historia
Alfonso VII, introductor del Císter en España (ver Monasterio de Moreruela), es a quien se debe la fundación del monasterio en 1141 y el asentamiento en el lugar de los monjes venidos de Francia. De este rey, y luego de Alfonso VIII, recibió el monasterio diversos privilegios en orden a la exención de portazgos y a la libre circulación y derecho de pasto de sus ganados.
Con algunos avatares, incluida su destrucción parcial por un incendio en 1647, la abadía permaneció activa en su vida monacal hasta que en 1835 se produjo la Desamortización de Mendizábal. Los bienes que la constituían fueron enajenados y pasaron a propiedad privada.
En ejercicio de esta nueva titularidad, sus dueños vendieron en 1925 al magnate de la prensa norteamericana y coleccionista de obras de arte, William Randolph Hearst, el claustro, la sala capitular y el refectorio de los monjes. Despiezado piedra a piedra, fue llevado todo ello a Estados Unidos, donde hoy se encuentra montado en Miami (Florida), donde es conocido como El Monasterio Español y está destinado a la celebración de bodas y banquetes. Para ello, Arthur Byne agente de Hearts, se valió de todo tipo de sobornos a funcionarios del ministerio en plena dictadura de Primo de Rivera, para contravenir la normativa que impedía este expolio. De forma típicamente española, Byne fue condecorado con la Cruz de Mérito militar por su ayuda a la cultura hispana.
El resto del conjunto monástico, esto es, la iglesia y alguna otra dependencia como la cilla siguen siendo de propiedad privada, si bien el templo es visitable en determinados días.

## Arquitectura
La iglesia sigue las pautas de diseño cisterciense, ajustándose su estilo a las postrimerías del románico y primera época del gótico.
La planta es de cruz latina, con tres naves de seis tramos y transepto bien acusado. La cabecera está compuesta por cinco ábsides que albergan otras tantas capillas. A los pies del templo se dispone un coro que ocupa los dos últimos tramos; bajo él, se accede al interior, perdiéndose así la perspectiva de las espaciosas naves. Las cubiertas están realizadas con bóvedas de crucería soportadas por arcos formeros y fajones doblados; en el transepto y el presbiterio se utiliza bóveda de cañón apuntado. El crucero presenta forma rectangular, dada la diferencia de anchura de las naves que se cortan, y no se cierra mediante cimborrio sino con bóveda de crucería de finas nervaduras. La bóveda del sotacoro es muy rebajada, como corresponde a un espacio de escasa altura. Las columnas adosadas a los pilares van rematadas por capiteles labrados que muestran motivos vegetales.
En la fachada principal, la que se orienta al oeste, se abre la puerta de acceso, muy abocinada con sencillas arquivoltas de baquetones, formando arcos de medio punto, y un rosetón de amplio diámetro de doce radios bajo arco de descarga ligeramente apuntado.